# 维C银翘片
维C银翘片是一种口服片状药物，用来减轻感冒和流感的症状。
含有中药成份：金银花、连翘、荆芥、淡豆豉、牛蒡子、桔梗、甘草、薄荷油、芦根和淡竹叶。功能辛凉解表，清热解毒。
含有现代药物成分：维生素C（增强免疫力）、马来酸氯苯那敏（又称扑尔敏，抗組氨酸药）和对乙酰氨基酚（扑热息痛）。

## 安全事故
2010年10月9日，国家食品药品监督管理总局指出维C银翘片存在安全性问题。国家药品不良反应监测中心发布的第32期《药品不良反应信息通报》中显示，2004年1月1日至2010年4月30日期间，共报告有关维C银翘片的不良反应1885例，严重病例报告48例，无死亡报告。其严重病例的不良反应包括皮疹、肝功能异常、过敏性休克、间质性肾炎、白细胞减少、溶血性贫血等。
据2013年3月26日晚央视曝光，广东省揭阳市宝山堂制药有限公司从湖南省隆回县部分种植户处采购经工业硫磺熏蒸过的山银花枝叶来生产银翘乾膏，后者被售往多家药企生产维C银翘片，其中包括广西盈康药业。盈康药业全厂被勒令停产配合检查，仓库中的维Ｃ银翘片被就地封存。随后，盈康药业片剂药品GMP证书被药监部门收回。
2013年6月18日，香港医院管理局经化验指出一种由深圳同安药业生产的标示为"维C银翘片"的口服产品的实际成分与标示成分不符。化验结果显示，该药含有两种因副作用过大已被禁用的西药成分非那西丁和氨基比林。但产品标示的成份，包括维生素C，对乙酰氨基酚及扑尔敏，则未被验出。据此，卫生署呼吁市民不应购买或服用该产品。但随后国家食品药品监督管理总局发表通报称，对该批次产品的抽检结果为合格。亦有人认为，按照国家法律的定义，港府查处的药品标示成分与实际成分不一致的维C银翘片实际上是假药。